# 常州學派
常州學派，又称常州今文学派，又称公羊學派，清代常州人莊存與創立，其學主攻今文經學。
常州学派始於乾隆、嘉庆年间，以莊存與、莊述祖、莊綬甲、劉逢祿为代表人物，多為常州人，故稱之。常州学派其學主要為研究《春秋公羊传》，阐发公羊家的微言大义。莊存與早年師宗颜李学派，晚年深研今文经学典籍《春秋公羊传》，深覺顏李多荒誕不實，遂揚棄颜李学派，自成一说，成为常州学派的开山宗师。
傳統公羊學皆環繞在胡母生、何休的義例。劉逢祿為常州學派發揚光大者，他首先將《公羊》的微言運用於《論語》之中，著有《公羊何氏解诂笺》、《公羊何氏释例》、《发墨守评》、《箴膏肓评》等，颇多发明。龚自珍本人也是常州學派佼佼者，與宋翔凤、莊綬甲等過從甚密，好議論時政。凌曙將公羊義例引入禮學之中，凌曙傳於陳立，陳立著有《公羊義疏》，成為《公羊春秋》之集大成者。此後研究公羊者聞風而起，披靡天下，宋翔鳳的《論語說義》、《論語發微》，凌曙的《公羊禮疏》、《公羊禮說》、《四書典故覈》都是公羊學的大作。康有为也是常州學派之一員，他用今文“托古改制”，成为戊戌变法的理论依据。錢基博《古籍舉要》認為“言《公羊》，得之廖平。惟廖平以《公羊》言禮制，由《白虎通》以通〈王制〉，為湘學王闓運之嗣法；而康氏以《公羊》稱大同，由〈禮運〉以明《春秋》”。